# Атлетика на Медитеранским играма 2013 — 10.000 метара за жене
Трка на 10.000 метара у женској конкуренцији на Медитеранским играма 2013 одржана је у турском граду Мерсину 26. јуна, на Атлетском стадиону Невин Јанит.
Учествовало је 6 такмичарки из 4 земље. На циљ је стигло 5, а једна је одустала у току трке.

## Земље учеснице
- Алжир (2)
- Грчка (1)
- Црна Гора (1)
- Турска (2)

## Сатница
Време (UTC+3).
| Датум        | Време | Ниво   |
| ------------ | ----- | ------ |
| 26. јун 2013 | 21:05 | Финале |

## Победнице
|                     |                         |                      |
| Кенза Дахмани Алжир | Елван Абејлегесе Турска | Суад Ајт Салем Алжир |

## Резултати

### Финале
| Пл. | Атлетичарка       | Држава    | Време    | Бел. |
| --- | ----------------- | --------- | -------- | ---- |
|     | Кенза Дахмани     | Алжир     | 31:44,75 | ЛР   |
|     | Елван Абејлегесе  | Турска    | 31:49,03 |      |
|     | Суад Ајт Салем    | Алжир     | 31:51,32 |      |
| 4   | Уранија Ревули    | Грчка     | 32:05.54 | ЛРС  |
| 5   | Бахар Доган       | Турска    | 32:16,55 |      |
|     | Слађана Перуновић | Црна Гора | НЗ       |      |